# Pic à ailes bronzées
Colaptes aeruginosus
Espèce
Synonymes
- Chrysopicus aeruginosus Malherbe, 1862
(protonyme)
- Piculus aeruginosus (Malherbe, 1862)

Statut de conservation UICN

 LC  : Préoccupation mineure
Le Pic à ailes bronzées (Colaptes aeruginosus) est une espèce d'oiseaux de la famille des Picidae.

## Répartition
Cette espèce est endémique du Mexique, du Tamaulipas au Nord du Veracruz.